# (5710) Silentium
(5710) Silentium est un astéroïde de la ceinture principale.

## Nom
Cet astéroïde est nommé d'après le silence, silentium en latin. La citation de nommage de l'astéroïde se réduit d'ailleurs à ce seul mot : « Silence. ». Il s'agit — de loin — de la plus courte citation de nommage officielle publiée par le Centre des planètes mineures.

## Description
(5710) Silentium est un astéroïde de la ceinture principale. Il fut découvert le 18 octobre 1977 à l'observatoire Zimmerwald par Paul Wild. Il présente une orbite caractérisée par un demi-grand axe de 2,18 UA, une excentricité de 0,15 et une inclinaison de 3,4° par rapport à l'écliptique.

## Compléments